# Sem Wensveen
Sem Wensveen (Kranj, 10 april 1998) is een voormalig tennisspeelster en model uit Nederland.

## Tenniscarrière
Wensveen begon op vijfjarige leeftijd met tennissen. Ze speelde voornamelijk op het ITF-circuit. In 2019 won ze samen met Dominique Karregat haar enige dubbelspeltitel. In datzelfde jaar won zij met Karregat aan haar zijde het Nederlands kampioenschap in het dubbelspel.

## Modellencarrière
Wensveen is op Instagram als influencer actief waar ze lifestylefoto's plaatst. Tegelijkertijd deed ze modellenwerk voor modemerken zoals Hunkemöller. Wensveen werd in 2020 door het tijdschrift FHM verkozen tot 9e mooiste sportvrouw van Nederland.

## Persoonlijk
Tot 2018 had Wensveen een relatie met The Voice of Holland finalist Vinchenzo Tahapary. Vervolgens had ze een relatie met model Montell van Leijen, die in 2017 deelnam aan Holland's Next Top Model.

## Palmares
| Legenda                 |
| ----------------------- |
| Grandslamtoernooi       |
| Olympische Spelen       |
| Year-End Championships  |
| Premier Mandatory       |
| Premier Five / WTA 1000 |
| Premier / WTA 500       |
| International / WTA 250 |
| Challenger / WTA 125    |

### WTA-finaleplaatsen enkelspel
geen

### WTA-finaleplaatsen vrouwendubbelspel
geen

### Gewonnen ITF-toernooien dubbelspel
| nr. | finale     | toernooi | dotatie  | ondergrond | partner            | tegenstandsters in finale    | score            |
| --- | ---------- | -------- | -------- | ---------- | ------------------ | ---------------------------- | ---------------- |
| 1.  | 2019-09-21 | Cairo    | $ 15.000 | gravel     | Dominique Karregat | Minami Akiyana Zozia Kardava | 6-1, 4-6, [10-4] |